# Ajusco
Il vulcano Ajusco è un vulcano a duomo di lava della Fascia Vulcanica Trasversale, situato nelle vicinanze di Città del Messico.